# Shan Tsutsui
Shan S. Tsutsui (né le 9 août 1971 à Wailuku) est un homme politique hawaïen membre du Parti démocrate. 

## Biographie
En 2003, il est élu au Sénat d'Hawaï dont il prend la présidence en novembre 2010. À la suite de la nomination de Brian Schatz au Sénat des États-Unis, il devient de facto le lieutenant-gouverneur d'Hawaï. Il est reconduit à cette fonction en novembre 2014 et démissionne en janvier 2018 pour rejoindre le secteur privé.